# Gianluca Gazzoli
Gianluca Gazzoli (Vigevano, 18 agosto 1988) è un conduttore radiofonico, conduttore televisivo e videomaker italiano.

## Biografia
Nato a Vigevano e cresciuto a Cologno Monzese, ha iniziato a muovere i primi passi nei villaggi turistici, per poi approdare nel 2014 su Radio Number One, una storica emittente nel Nord Italia; nel contempo decide di dedicarsi alla produzione di video su YouTube. 
È poi passato alla radio nazionale diventando voce di Rai Radio 2. 
Ha diverse collaborazioni alle spalle: The Voice (2016), Quelli che il Calcio (2017-2018), Domenica In. 
Nel 2017, per Rai Radio 2, conduce in febbraio la diretta del Festival di Sanremo, insieme ad Andrea Delogu e Gianfranco Monti.
Nel luglio 2018 affianca Ema Stokholma al commento del Tomorrowland su Rai 4. Nell'autunno 2018 conduce con Tamara Donà Quelli che... A Radio 2, spin-off radiofonico dello storico programma TV Quelli che il Calcio. 
Nella stagione 2018-19 è stato volto del programma Dalle2alle5, in seguito Dalle2alle4, in diretta tutti i pomeriggi su Deejay TV.
Dopo l'esordio televisivo, dal gennaio 2019 ha lasciato Radio Rai per passare su Radio Deejay alla conduzione della trasmissione notturna del weekend Gente della notte, passando dall'anno successivo alla fascia del pomeriggio con Megajay, in onda il sabato e la domenica su Radio Deejay.
Nel 2021, durante la settimana del Festival di Sanremo, ha condotto la seconda edizione di Guess the Artist, programma durante il quale chiuso in una macchina doveva indovinare - attraverso degli indizi e facendogli delle domande - il cantante di Sanremo che avrebbe intervistato. Nello stesso anno è tra i doppiatori della pellicola d'animazione Space Jam: New Legends, scrive il libro Scosse. La mia vita a cuore libero, edito da Mondadori, e conduce Basket Zone, trasmissione di approfondimento sul campionato italiano di pallacanestro in onda su DMAX.
Alla fine del 2021 crea il Basement (BSMT) e l'anno seguente avvia il podcast Passa dal BSMT che, nel giro di pochi mesi, diventa uno dei format più rilevanti in Italia. Nel 2023 vince il premio come migliore podcast ai Best Movies Awards. Nel luglio 2024, agli Italian Podcast Awards, vince il premio come migliore podcast della categoria Talk. Nell'ottobre successivo riceve il Pegaso della regione Toscana. Sempre nel 2024, ai Top Creator Awards, riceve dalla rivista Forbes il premio anche qui come migliore podcast.
A partire dal 2023, dopo aver condotto per alcuni mesi GG Show sempre nella fascia del fine settimana, è entrato a far parte del palinsesto quotidiano di Radio Deejay con Gazzology, in onda alle 20 dal lunedì al venerdì.
Dall'edizione 2023 conduce l'Antefactor di X Factor, in onda su Sky e su Now.

## Televisione
- Tomorrowland (Rai 4, 2018) Commentatore
- Quelli che il calcio (Rai 2, 2018) Inviato
- Dalle2alle5 (Deejay TV, 2018)
- Dalle2alle4 (Deejay TV, 2019)
- Guess The Artist (Real Time, Nove, 2021)
- Basket Zone (DMAX, 2021)
- Nudi per la vita (Rai 2, 2022) Concorrente
- Ante Factor (Sky Uno, 2023-2024)

## Radio
- Festival di Sanremo (Rai Radio 2, 2017)
- Gente della notte (Radio Deejay, 2019)
- Megajay (Radio Deejay, 2020-2023)
- GGShow (Radio Deejay, 2023)
- Gazzology (Radio Deejay, dal 2023)

## Filmografia

### Doppiatore
- Space Jam: New Legends (Space Jam: A New Legacy), regia di Malcolm D. Lee (2021)

## Opere letterarie
- Gianluca Gazzoli, Scosse. La mia vita a cuore libero, Mondadori, 2021, ISBN 9788804739753.
- Gianluca Gazzoli, Anche quando nessuno ci crede, Mondadori, 2024.